# Neophylax japonicus
Neophylax japonicus is een schietmot uit de familie Uenoidae. De soort komt voor in het Palearctisch gebied.